# Lou Busch
Louis Ferdinand Bush, bekannt als Lou Busch, (* 18. Juli 1910 in Louisville (Kentucky); † 19. September 1979 in Camarillo) war ein US-amerikanischer Musiker, Songwriter und Produzent. Als Pianist war er auch als Joe „Fingers“ Carr bekannt und spielte insbesondere Ragtime.
Bereits mit 12 Jahren gründete er seine eigene Combo Lou Bush and his Tickle Toe Four. Seinen Familiennamen Bush änderte er selbst in Busch, um ihn interessanter klingen zu lassen. Ab dem 16. Lebensjahr war er als Berufsmusiker auf Tourneen mit Clyde McCoy, Henry Busse und George Olsen. Seine frühesten Schallplattenaufnahmen entstanden 1933 mit dem Orchester von Olsen. Danach studierte er in den 1930er Jahren am Cincinnati Conservatory. Nach seinem Studium wurde er Pianist in der Big Band von Hal Kemp. Nachdem Kemp 1940 bei einem Autounfall ums Leben gekommen war, schlug sich Busch eine Weile als Studiomusiker durch. Von 1942 bis 1945 leistete er den Militärdienst ab, wo er als Musiker in der Truppenbetreuung wirkte. Nach seiner Dienstzeit arbeitete Busch ab 1946 für Capitol Records, wo er 1949 zum A & R Manager wurde. 
Nachdem er auf dem Titel Ragtime Cowboy Joe von Jo Stafford als Ragtime-Pianist mitgewirkt hatte, veröffentlichte er unter dem Pseudonym Joe Fingers Carr eigene Ragtime-Aufnahmen, die ihm bald große Popularität einbrachten. Seine Komposition Ivory Rag von 1950 wurde später Bestandteil des Medleys Schräger Otto, das 1952 durch Fritz Schulz-Reichel zusammengestellt und bekannt gemacht und 1955 in den USA für Johnny Maddox ein Hit wurde. Der von ihm aufgenommene Titel Rollercoaster, komponiert von Milton DeLugg, war Abspannmusik der Fernsehsendung What's my line? von 1950 bis 1967. Mit seiner Version von Bert Kaempferts Zambezi erreichte er 1956 in Großbritannien Platz 2 in den Charts.
Nach seinem Wechsel zu Warner Bros. Records in den späten 1950er Jahren war Busch vor allem als Arrangeur für Allan Sherman tätig und verantwortete mehrere von dessen Hit-Alben.
Busch starb 1979 an den Folgen eines Autounfalls.

## Lexikalischer Eintrag
- Stephen Longstreet, Alfons M. Dauer: Knaurs Jazz Lexikon. München/Zürich: Th. Knaur, 1957